# Попхин Великий
Попхин Великий (кор. 법흥, 法興, Beopheung, Pŏphŭng; пом. 540) — корейський правитель, двадцять третій володар (тхеван) держави Сілла періоду Трьох держав. Завершив централізацію держави та розширив її кордони.

## Життєпис
Походив з династії Кім. Був сином вана Чиджина та панни Йонче. При народженні отримав ім'я Вончжон. Після смерті батька 514 року успадкував трон. Продовжив політику попередника зі зміцнення влади монарха та впровадження китайської бюрократичної системи. 517 року посилив владу над армією, запровадивши військове відомство (Пьонбу), начальника якого призначав особисто ван.
520 року видав письмові закони юлльон (за китайським зразком), де зазначено було 17 рангів для центральних чиновників і 10 (за іншими матеріалами — 11) рангів на місцях (веві). Кожному рангу відповідав службовий одяг певного кольору, а також права на певні предмети розкоші. Аристократи найсильніших пу (кланів) монополізували вищі ранги в новій структурі. Втім вони мали статус слуг монарха з панівної династії. В результаті відбулася структуризація суспільства Сілли, остаточно було ліквідовано автономію володінь аристократів.
Невдовзі Попхин прийняв титул тхеван (великий ван). 521 року започаткував дипломатичні контакти з китайською імперією Лян. Невдовзі розпочав політику з впровадження буддизму, проти чого виступала знать. Втім до самої смерті Попхина буддизм був більше релігію монарха та наближених сановників, хоча в Кьонджу виникла потужна буддистська громада.
527 року зіткнувся з вторгненням яматоських військ імператора Кейтая, що намагався відвоювати Міману. У відповідь Попхин відбурив місцеву знать Кюсю до повстання, внаслідок чого ворожі війська залишили Корейський півострів.
531 року впровадив посаду сандедина, голови Ради знаті, а сам став верховним володарем, остаточно відокремившись від статусу першого аристократа. 532 року тривалі зусилля щодо тиску на Кимгван Кая (союзу Південна Кая) завершилися приєднанням її до Сілли. Це дозволило розширити військовий та торгівельний морські флоти. 536 року за китайським аналогом впровадив практику девізу правління монарха (йонхо).
Помер 540 року. Владу успадкував його онук Чинхин.